# VISTA (telescopio)
Il telescopio VISTA (acronimo di Visible and Infrared Survey Telescope for Astronomy) è un telescopio riflettore con uno specchio del diametro di 4,1 metri, situato presso l'osservatorio del Paranal in Cile. Viene gestito dall'European Southern Observatory e ha iniziato le sue operazioni scientifiche nel dicembre 2009. VISTA è un telescopio per mappatura astronomica che lavora a lunghezze d'onda infrarosse ed è il più grande telescopio al mondo dedicato alla rilevazione del cielo a lunghezze d'onda del vicino infrarosso. Il telescopio dispone di un solo strumento chiamato VIRCAM (Vista InfraRed CAMera), costituito da un'apparecchiatura fotografica pesante tre tonnellate che contiene 16 special rilevatori sensibili alla radiazione infrarossa, per una combinazione totale di 67 milioni di pixel.
L'osservazione a lunghezze d'onda maggiori di quelle visibili all'occhio umano permette al VISTA di studiare gli oggetti che possono essere quasi impossibili da vedere in luce visibile perché troppo freddi, oscurati da nubi di polvere o perché la loro luce è stata allungata verso lunghezze d'onda più rosse dall'espansione dello spazio durante il lungo viaggio della luce dall'universo primordiale.
VISTA fu concepito e sviluppato da un consorzio di università nel Regno Unito guidato dalla Queen Mary, University of London ed è diventato un contributo in natura all'ESO da parte del Regno Unito nell'ambito dell'accordo di collaborazione, con la sottoscrizione pagata dallo Science and Technology Facilities Council (STFC).

## Il progetto
VISTA sta portando avanti la mappatura del cielo australe alle lunghezze d'onda dell'infrarosso. Tali indagini dovrebbero sia fornire risultati scientifici diretti, sia individuare gli oggetti meritevoli di ulteriori studi con i telescopi più grandi. Ci sono due progetti correlati: il Wide Field Camera (WFCAM) realizzato con lo United Kingdom Infrared Telescope presso le Hawaii, che svolge osservazioni nell'infrarosso del cielo boreale, e il VLT Survey Telescope in Cile, che svolge osservazioni nel visibile del cielo australe.

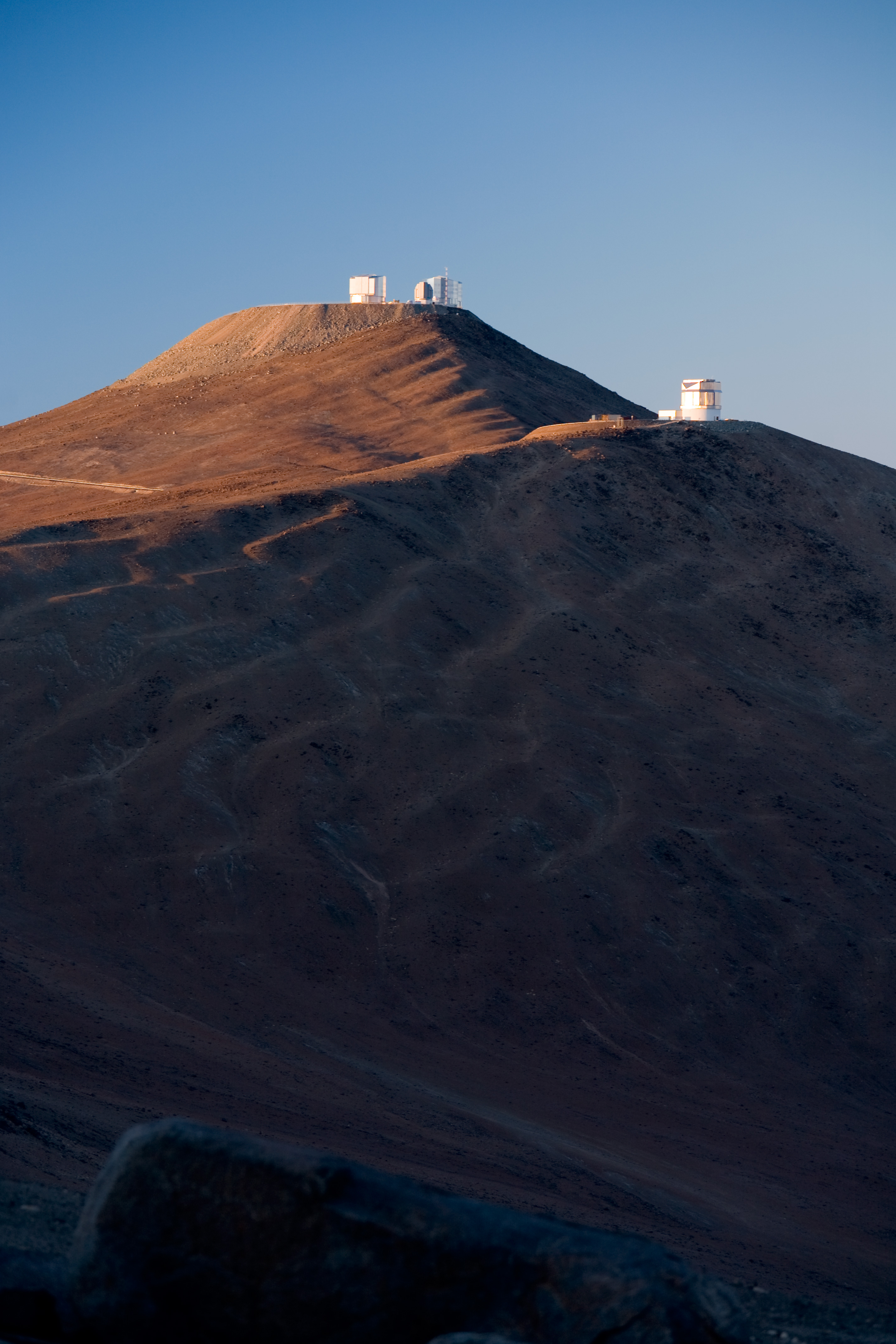
Il telescopio VISTA dinanzi alla vetta del Paranal, in Cile.

Il progetto è stato avviato nel 1999 dal Consorzio VISTA, composto da 18 università nel Regno Unito, che ha ottenuto un finanziamento da un fondo per le infrastrutture del governo del Regno Unito e ulteriori finanziamenti da parte del Particle Physics and Astronomy Research Council. Il costo del progetto è stato stimato in 46 milioni di euro (36 milioni di sterline).
Dopo aver considerato diversi siti in Cile, il consorzio scelse l'osservatorio del Paranal dello European Southern Observatory (ESO), ed in particolare una vetta secondaria all'altitudine di 1500 m vicina al Very Large Telescope (VLT). Il consorzio assegnò allo UK Astronomy Technology Centre la responsabilità tecnica per la progettazione e costruzione del telescopio. Due anni più tardi -nel 2002- il Regno Unito ha aderito all'ESO e il telescopio VISTA ne è diventato un componente, in natura della quota di adesione. Il consorzio ha quindi completato la costruzione e la messa in funzione del telescopio e, poi il Facilities Council della Scienza e della Tecnologia -per conto del Regno Unito- ha consegnato il telescopio all'ESO.
Uno strumento di seconda generazione chiamato 4MOST (uno spettrografo multioggetto alimentato da 2400 fibre ottiche) è in via sviluppo per l'impiego a partire dall'anno 2020.

## Indagini VISTA

L'Ammasso della Fornace ripreso tramite VISTA.

Gli obiettivi scientifici delle osservazioni condotte con VISTA, iniziate nel 2010, includono molti dei problemi più discussi in astrofisica, che vanno dalla natura dell'energia oscura alla minaccia rappresentati dagli asteroidi near-Earth (che orbitano in prossimità della Terra).
Ci sono sei grandi progetti di ricerca pubblici condotti da VISTA: UltraVISTA, VIKING (VISTA Kilo-Degree Infrared Galaxy Survey), VMC (VISTA Magellanic Survey), VVV (VISTA Variables in the Via Lactea), VHS (VISTA Hemisphere Survey) e VIDEO (VISTA Deep Extragalactic Observations Survey). Questi hanno occupato la maggior parte del tempo di osservazione del telescopio nei primi cinque anni di attività. Le indagini coprono diverse aree di cielo a diverse profondità per affrontare una vasta gamma di questioni scientifiche.

## Scienza con VISTA
VISTA è un grande telescopio con un grande campo visivo: ciò permette sia di rilevare fonti molto deboli, sia di coprire rapidamente vaste aree di cielo. Ogni immagine di VISTA cattura una sezione di cielo che copre circa dieci volte l'area della Luna piena ed è in grado di rilevare e catalogare oggetti sull'intero cielo australe con una sensibilità che è quaranta volte superiore di quella ottenuta dal Two Micron All-Sky Survey. Questo miglioramento del potere d'osservazione - paragonabile al passaggio della sensibilità dall'occhio nudo al primo telescopio di Galileo - ha rivelato un gran numero di nuovi oggetti e permette la creazione di archivi molto più completi di oggetti rari ed esotici nel cielo australe.
Le osservazioni del VISTA sosterranno la ricerca in molti settori astronomici. Ci si aspetta che Vista permetta di trovare molte nuove nane brune nella Via Lattea e di essere in grado di testare le teorie sulla natura della materia oscura. Una ricerca del VISTA è progettata per trovare e studiare un gran numero di stelle variabili nella nostra galassia prendendo immagini delle stesse aree del cielo in tempi diversi. Utilizzando i dati elaborati da VISTA, gli astronomi saranno in grado di mappare la struttura della Via Lattea in modo molto più dettagliato rispetto al passato. Un'altra indagine VISTA studierà le piccole galassie vicine, le Nubi di Magellano e l'ambiente circostante. I dati del VISTA saranno anche utilizzati per creare una mappa 3D di circa il 5% dell'intero universo osservabile. Successivamente, VISTA sarà un potente strumento per la scoperta di quasar remoti e per studiare l'evoluzione delle galassie e gli ammassi di galassie. Esso contribuirà a sondare la natura dell'energia oscura, trovando ammassi di galassie molto distanti. Le misurazioni all'infrarosso derivanti dalla ricerca astronomica del VVV sono state impiegate per sostenere la scala delle distanze cosmiche, garantendo in particolare l'affidabilità delle distanze per gli ammassi stellari e le stelle variabili Cefeidi.

## Selezioni di immagini del VISTA

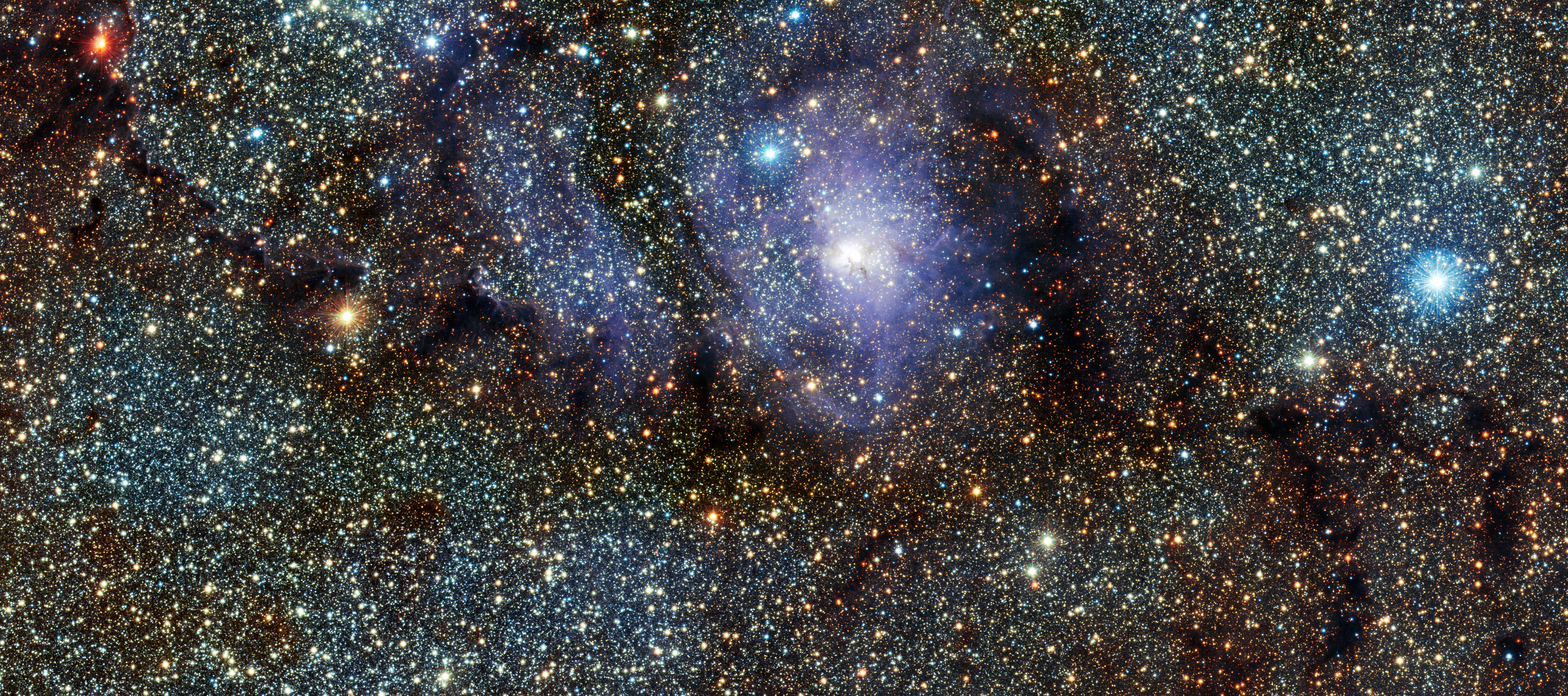
La Nebulosa Laguna ripresa da Vista.

La prima immagine ottenuta mostra la Nebulosa Fiamma (NGC 2024), una spettacolare nuvola di formazione stellare di gas e polveri nella costellazione di Orione (il Cacciatore) e dei suoi dintorni. Alla luce visibile il nucleo dell'oggetto è nascosto dietro dense nubi di polvere, ma l'immagine del VISTA, prese a lunghezze d'onda infrarosse, può penetrare nell'oscurità e rivelare l'ammasso di stelle giovani e calde nascosto all'interno. L'ampio campo visivo della telecamera VISTA cattura anche il bagliore di NGC 2023 e la forma spettrale della famosa Nebulosa Testa di Cavallo.
Altre immagini di nebulose includono le riprese del VISTA della nebulosa di Orione e della nebulosa Laguna. L'immagine mostra una visione a grande campo della nebulosa di Orione (Messier 42), situata a circa 1350 anni luce dalla Terra. L'enorme campo visivo del telescopio permette di riprendere tutta la nebulosa e dintorni in una singola immagine e la sua visione a raggi infrarossi significa anche che può scrutare in profondità nelle regioni polverose normalmente nascoste e rivelare i primordi delle attivissime giovani stelle lì sepolte. L'immagine della "Laguna Blu" è visibile sotto l'immagine Nebulosa Fiamma - si tratta di una immagine a infrarossi presa come parte del sondaggio VVV. Essa mostra la formazione stellare chiamata "nebulosa Laguna" (nota anche come Messier 8), che si trova a circa 4000-5000 anni luce di distanza nella costellazione del Sagittario (l'Arciere).
Il VISTA può anche guardare ben oltre la nostra galassia. Nell'esempio a sinistra (sotto l'immagine della nebulosa di Orione) il telescopio mostra una fotografia di un ammasso di galassie nella costellazione Fornace (la Fornace Chimica). Il grande campo ha permesso di catturare molte galassie in una singola immagine, inclusa la suggestiva spirale barrata NGC 1365 e la grande galassia ellittica NGC 1399. L'immagine è stata costruita da immagini scattate con filtri Z, J e Ks nella parte vicina dello spettro infrarosso e ha catturato molti oggetti del cluster in una singola immagine. In basso a destra è l'elegante galassia a spirale barrata NGC 1365 e, a sinistra la grande ellittica NGC 1399, circondata da uno sciame di ammassi globulari deboli. Il campo di estensione dell'immagine è compreso fra circa 1 grado e 1,5 gradi e il tempo di esposizione totale era 25 minuti.

## Dettagli tecnici

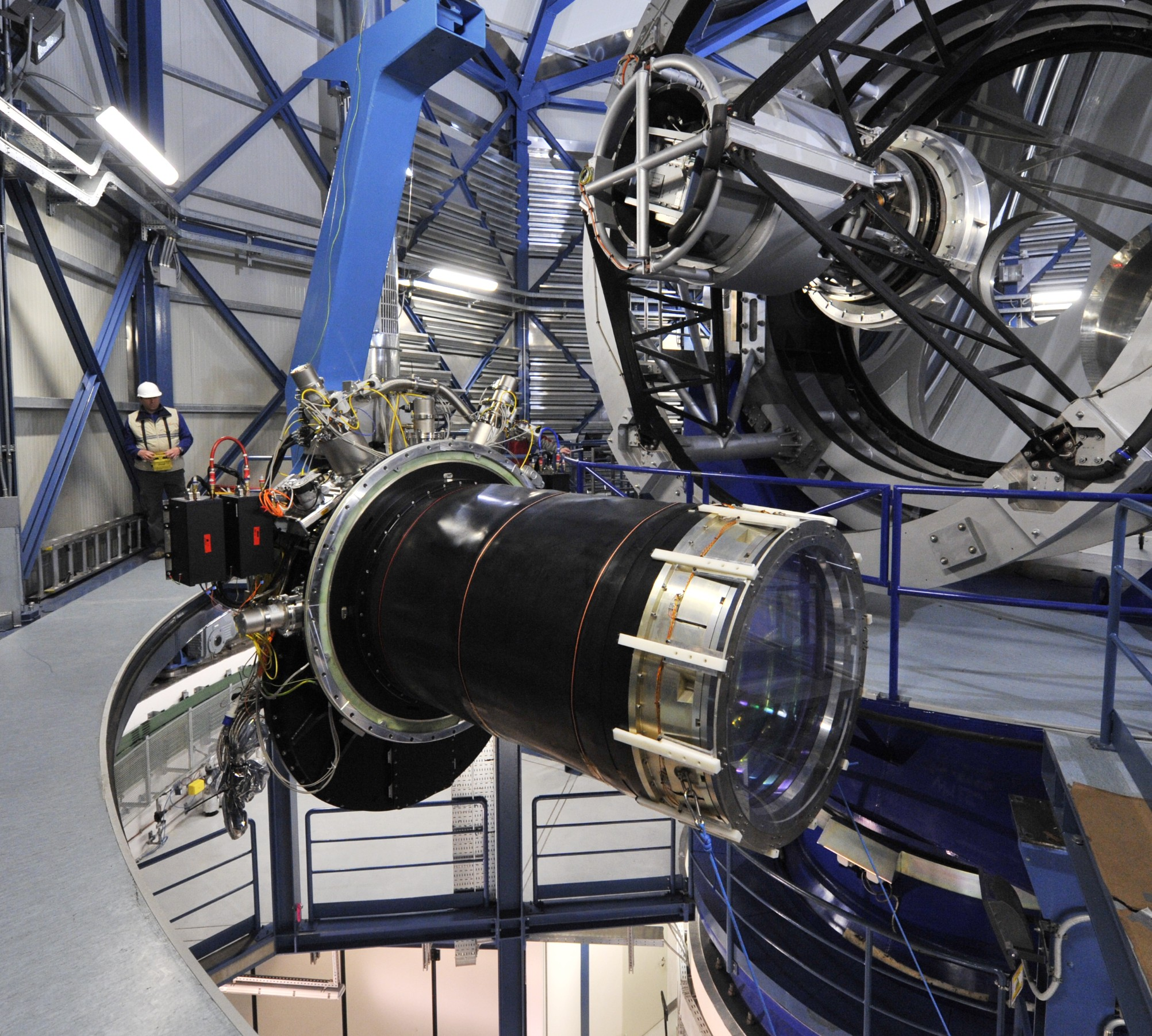
Il dispositivo ad infrarosso VISTA da 3 tonnellate in azione di fronte al telescopio.

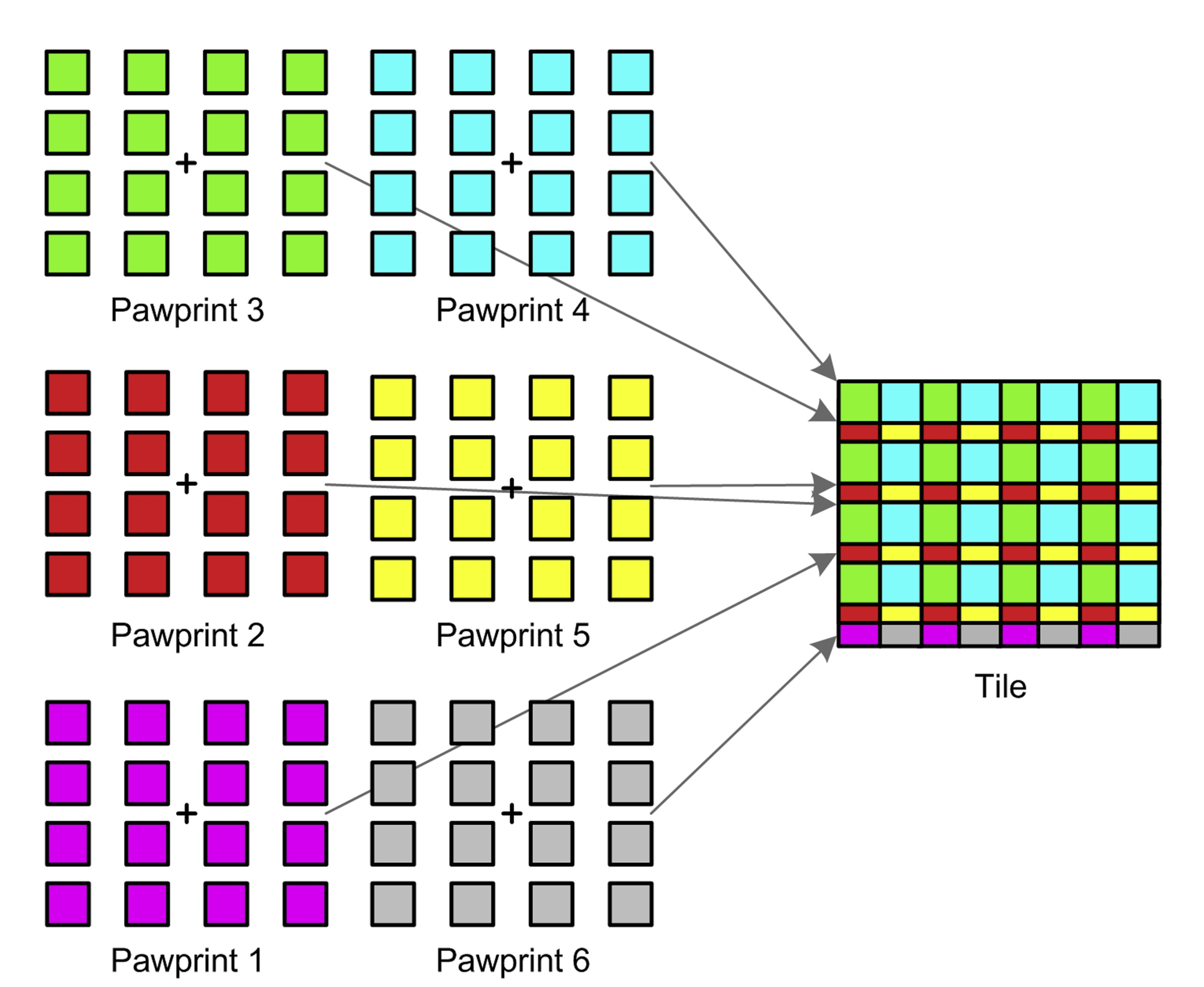
Questa immagine mostra come sei differenti esposizioni di "impronte" siano ricombinate per ottenere un'immagine.

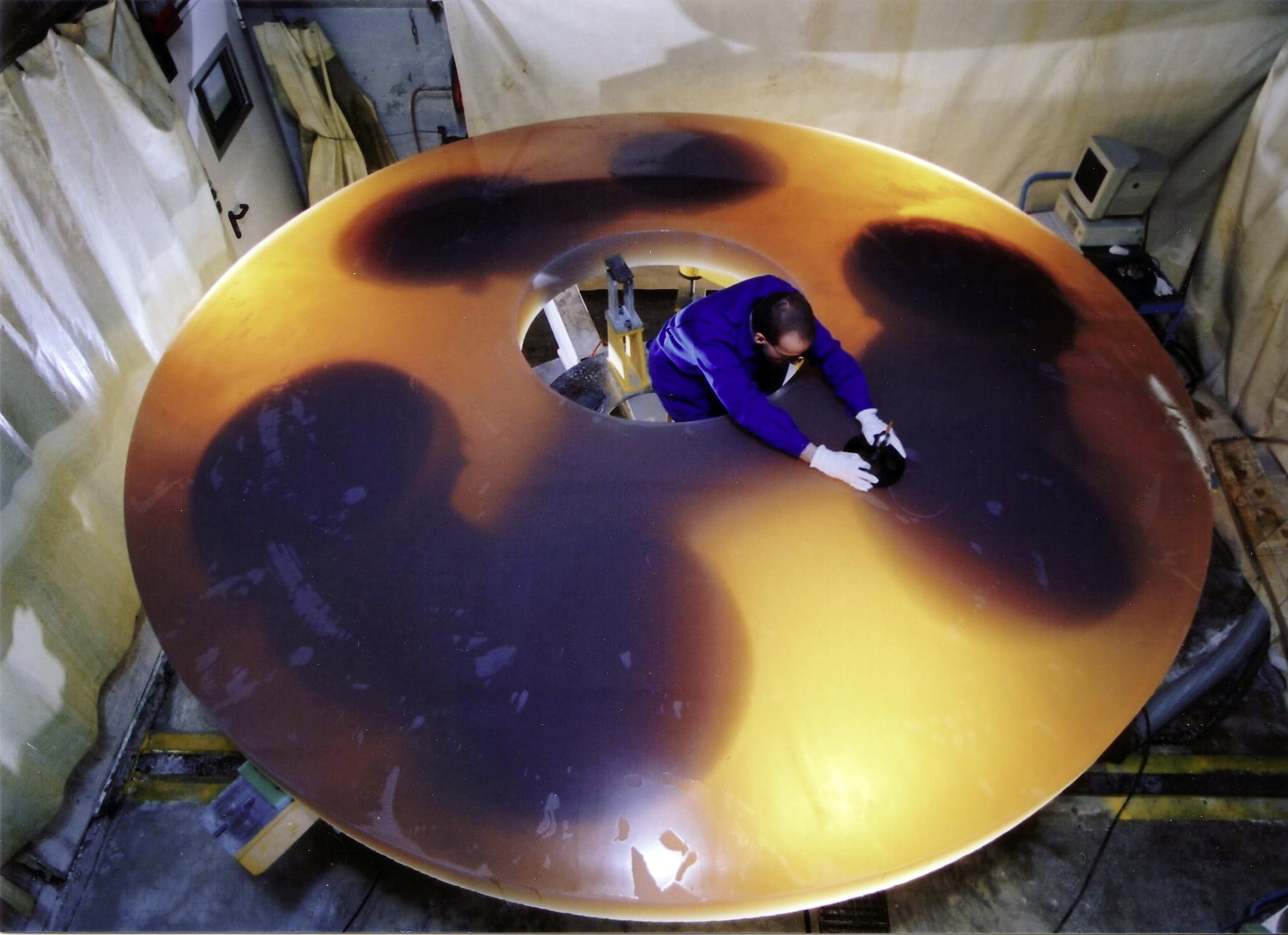
Lo specchio principale da 4,1 metri del VISTA in fase di test ottico.

### Progettazione del telescopio

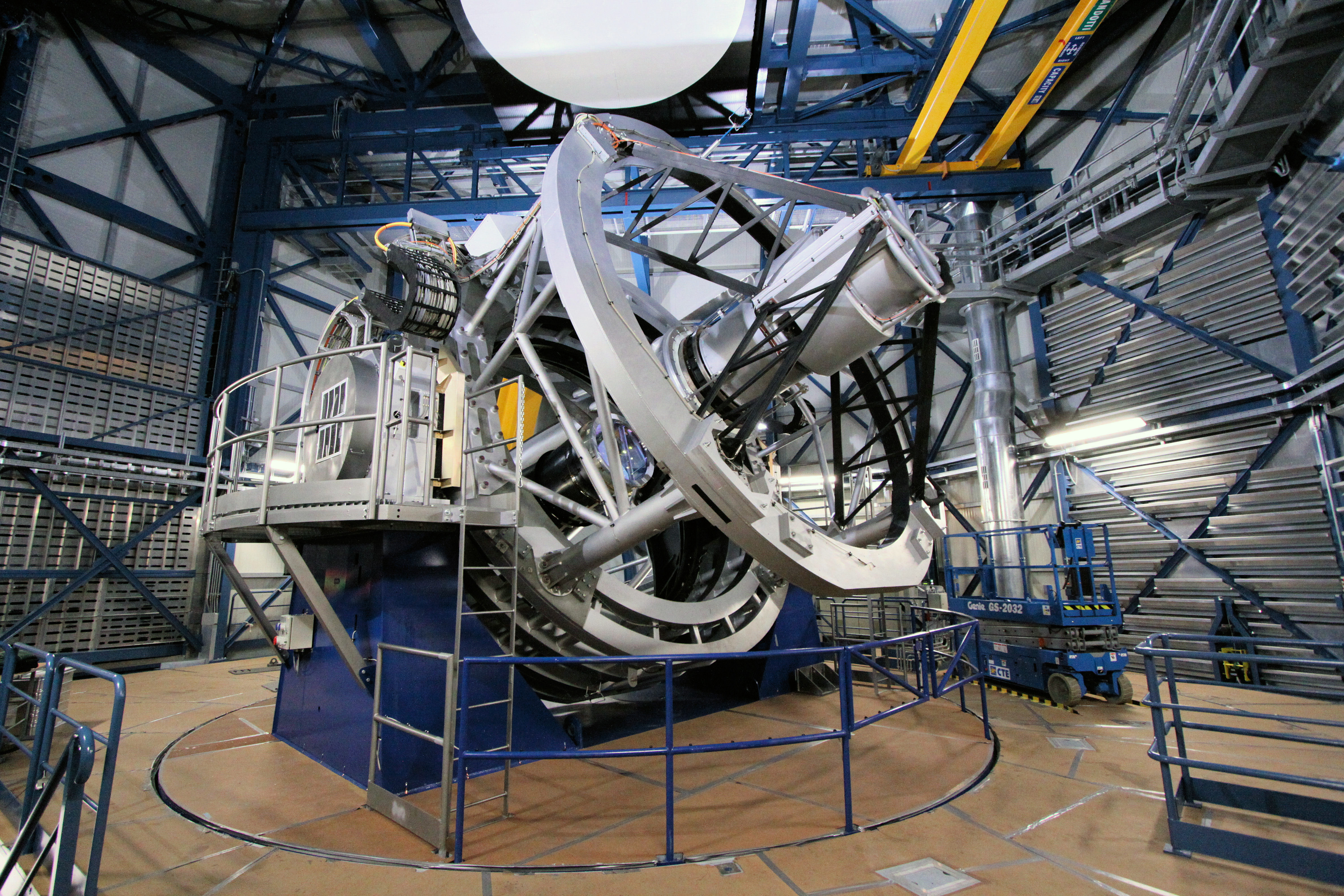
All'interno della cupola (fonte: ESO)

L'obiettivo di visualizzare ripetutamente vaste aree del cielo ad una risoluzione limitata dal seeing ha portato ad un progetto ottico unico. Lo specchio principale è uno specchio curvo iperboloide con un diametro di 4,1 metri e rapporto focale di circa f/1.Lo specchio ha una forma a lente dello spessore di 17 cm con un foro centrale di 1,2 m per ospitare la fotocamera nel focus di Cassegrain. Fu realizzato in zerodur dalla Schott in Germania e successivamente lucidato e sottoposto a figuring da LZOS, a Mosca. È il più grande specchio di questa forma al mondo e di così breve rapporto focale; la lucidatura è durata 2 anni, più del previsto. Lo specchio è supportato da numerosi attuatori pneumatici (81 sul retro e 24 lungo il bordo), che permettono che la sua forma sia controllata da computer.
Lo specchio secondario è costituito da uno specchio curvo iperboloide del diametro di 1,24 metri. La combinazione dei due specchi iperbolici permette una quasi configurazione ottica Ritchey-Chrétien. I due rapporti focali sono di circa f/3, mentre la qualità di immagine dei singoli specchi sarebbe minore. Lo specchio secondario è montato su un supporto hexapod in modo che la sua posizione e la correzione tip-tilt sono anch'esse controllate via computer.
La fotocamera a infrarossi fu costruita da un consorzione composto dal Rutherford Appleton Laboratory, lo UK Astronomy Technology Centre e l'Università di Durham, e, con un peso di 3 tonnellate, è la più grande del mondo. Il telescopio e la fotocamera costituiscono un unico strumento, come le 3 lenti di correzione del campo nella fotocamera sono essenziali per la proiezione di un'immagine nitida del cielo sui rilevatori.
Per una termocamera ad infrarossi, è anche indispensabile per bloccare la dispersione del calore dal telescopio e la cupola. Questo si ottiene una sequenza di deflettori raffreddati davanti alle lenti campo correttore. Inoltre, lo specchio secondario è sottodimensionato per evitare rivelatori bordo visionato struttura calda al di fuori del bordo del primario; questo significa che il diaframma visto da qualsiasi punto del piano dell'immagine è 3,7 m. Questo disegno richiede vuoto della fotocamera criostato - che raffredda i rivelatori nonché i setti - essere lunghe più di 2 m, con una finestra anteriore 95 cm di diametro. Una ruota filtro di fronte rivelatori permette la selezione di una particolare lunghezza d'onda infrarossa.
Su una superficie corrispondente a 165 ° di diametro sul cielo, il piano dell'immagine ha 16 array di rilevatori a infrarossi, ogni array con 2048x2048 pixel di 20 micron dimensioni, corrispondenti in media a 0,34 "sul cielo. La focale lunghezza 12.1 m combina con l'apertura confuso di 3,7 m per un rapporto focale di 3,26. Gli array sono separati da 90% della loro larghezza in una direzione e di poco meno del 50% la larghezza nella direzione opposta. Una singola esposizione corrisponde quindi a un leopardo "impronta della zampa" sul cielo. Per colmare le lacune e ottenere un'immagine convenzionale almeno sei spostato impronte devono essere combinati in una "mattonella", che poi è di 1,5 ° per 1,0 °. Il piano immagine della fotocamera ha anche dei rilevatori usati per controllare la forma dello specchio primario e la posizione e punta/inclinazione dello specchio secondario (ottica attiva). Questo compensa la flessione e garantisce un'immagine mirata a tutte le altitudini.
La collina dove si trova VISTA è stata appiattita per erigere l'edificio di recinzione e un edificio ausiliario. L'edificio ausiliario comprende attrezzature per il lavaggio, nastri, e il cappotto dello specchio primario. Il rivestimento può essere in alluminio, o normalmente in argento protetta per migliorare le prestazioni infrarossi. La base fissa del contenitore supporta la cupola rotante in acciaio. Due porte scorrevoli formano la fessura cupola. Altri pannelli cupola possono essere aperti per aumentare la ventilazione, e uno scudo di vento possono essere implementate per chiudere parti della fessura. Durante il giorno, la cupola è mantenuta a temperatura notturna.

### Funzionamento e flusso di dati

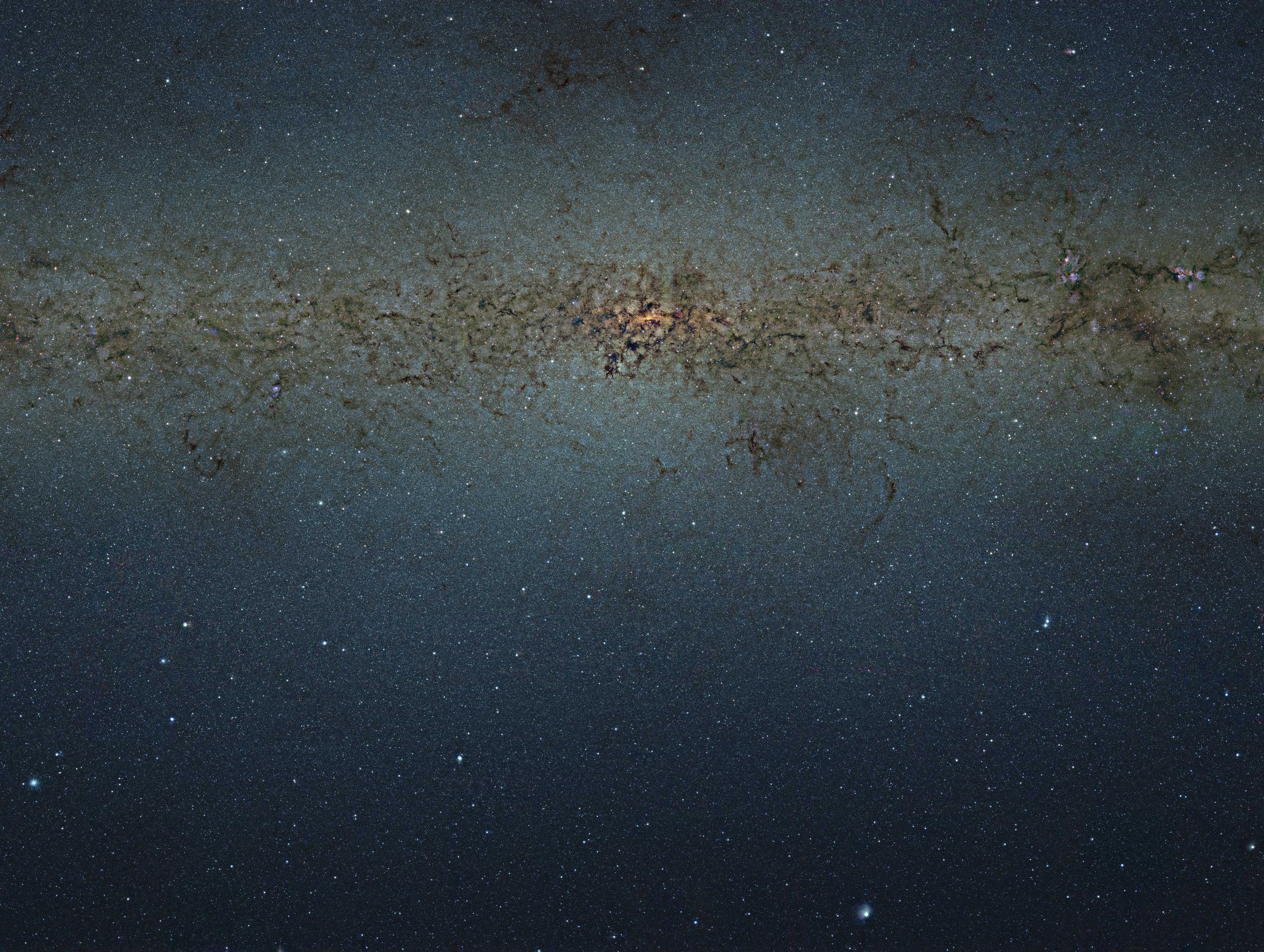
Mosaico ad alta risoluzione della parte centrale della Via Lattea.

Al termine, il telescopio è stato consegnato in gestione all'ESO, che ha selezionato sei indagini pubbliche per VISTA, occupando il 75% del tempo di osservazione disponibile. Le indagini private, che occupano il tempo rimanente, sono proposte all'ESO, che le valuta e le approva, provvedendo altresì alla loro programmazione. Le osservazioni vengono effettuate da operatori situati a distanza nel vicino osservatorio del Paranal, nell'edificio di controllo del VLT.
La combinazione del grande complesso rivelatore e le corti e frequenti esposizioni necessarie alle lunghezze d'onda infrarosse produce un elevato volume di dati (circa 200-300 GB per notte). Un'osservazione veloce presso l'Osservatorio del Paranal viene quotidianamente realizzata per il controllo di qualità, ma il flusso di dati principali è costituito dal trasferimento di dati grezzi alla sede centrale dell'ESO a Garching bei Munich, in Germania, per la registrazione nell'archivio dati. Gli utenti possono estrarre le impronte (vedi sopra) e passarli attraverso una rete di calibrazione per rimuovere gli artefatti strumentali e calibrare l'astrometria e la fotometria. I dati d'archivio vengono infine copiati nel sistema di flusso dei dati VISTA nel Regno Unito, dove le impronte vengono combinate in "piastrelle" (vedi sopra) e dove vengono realizzati i cataloghi di origine.

## Ricerca e risultati scientifici
La campagna di osservazione Vision (Vienna Survey in Orion) dedicata allo studio della nube molecolare di Orione ha consentito di mappare accuratamente la regione di Orione A, una delle due nebulose giganti del complesso di Orione, consentendo la creazione di un catalogo di circa 800.000 stelle.
Uno studio pubblicato a maggio 2017 concernente la piccola Nube di Magellano (SMC, Small Magellanic Cloud), finalizzato a produrre una mappa della formazione stellare della piccola galassia e mapparne la struttura tridimensionale, ha evidenziato la più giovane età della maggior parte delle sue stelle rispetto a quella delle vicine galassie più grandi. Lo studio in infrarosso della SMC e più in generale delle galassie consente di ovviare al processo di estinzione che le enormi nubi di polvere causano assorbendo la luce visibile.